# Gnidia kasaiensis
Gnidia kasaiensis är en tibastväxtart som beskrevs av Spencer Le Marchant Moore. Gnidia kasaiensis ingår i släktet Gnidia och familjen tibastväxter. Inga underarter finns listade i Catalogue of Life.